# Agathia largita
Agathia largita là một loài bướm đêm thuộc họ Geometridae. Loài này có ở Borneo và Sumatra.
Sải cánh khoảng 17–18 mm.